# Evocazione (Picasso)
Evocazione, noto anche come Sepoltura di Casagemas o Funerale di Casagemas, è un olio su tela (150x90 cm) realizzato nel 1901 dal pittore spagnolo Pablo Picasso.
È conservato nel Musée d'Art Moderne de la Ville de Paris di Parigi.
Il dipinto venne realizzato nell'estate del 1901 in ricordo di Carlos Casagemas, un amico di Picasso suicidatosi all'inizio di quell'anno per una delusione amorosa.
La composizione dell'opera si rifà alla Sepoltura del conte di Orgaz di El Greco.